# Çò des de Sirat
Çò des de Sirat és un edifici del municipi de Canejan (Vall d'Aran) inclòs en l'Inventari del Patrimoni Arquitectònic de Catalunya.

## Descripció
"Auvitatge" en el centre de la vila amb diversos elements disposats en el vessant formant un clos. Abandonat de fa temps, bona part dels edificis es troben en ruïnes llevat d'una casa nova que s'aixeca en la banda nord. Conserva l'antic portal d'arc de mig punt rebaixat resolt amb peces de marbre de Sant Beat, amb la clau destacada.
El pati interior comunicava amb la casa i amb un segon arc de pedra amb la data gravada en la llinda de 1781. Als costats de la casa, a la dreta, les cavallerisses per als carros i animals de muntar i a l'esquerra la torre de la finca que vigilava la costa que puja fins a Canejan. Aquesta torre probablement anterior a la resta, és de planta quadrangular (9 m) forma un cos sobresortint en l'angle sud-oest del conjunt, i manté finestres de fusta en dues plantes, així com la sortida del "polader", cosa que demostra que conté una talla; en el primer nivell destaca una curiosa capelleta formada per nínxol sota arc de descàrrega que conté una talla. En l'altra banda del pati hi havia altres edificis un dels quals seria la capella particular.

## Història
Els primers documents de la Val consignen ja un Pere Sirat Canejant (1310-13); posteriorment trobem el cognom en altres pobles de la Val (Vielh, Les, etc.). El qüestionari de Francisco de Zamora (1789) reporta que les cases de Canejan eren construïdes en pedra però sense cal "perquè no n'hi territori" per dintre de fusta, cobertes de palla i pobrament adornades. La bastida d'aquest tipus facilità la propagació d'un incendi que devastà 2/3 del poble l'any 1752 segons s'afirma. D'ençà del segle xix figuren els Sandaran Çò de Sirat. L'any 1962 s'hi produí un incendi, i el subsegüent saqueig.